# Ussy
Ussy és un municipi francès situat al departament de Calvados i a la regió de Normandia. L'any 2007 tenia 847 habitants.

## Demografia

### Població
El 2007 la població de fet d'Ussy era de 847 persones. Hi havia 308 famílies de les quals 68 eren unipersonals (12 homes vivint sols i 56 dones vivint soles), 96 parelles sense fills, 124 parelles amb fills i 20 famílies monoparentals amb fills.
La població ha evolucionat segons el següent gràfic:
Habitants censats

### Habitatges
El 2007 hi havia 354 habitatges, 318 eren l'habitatge principal de la família, 11 eren segones residències i 25 estaven desocupats. 339 eren cases i 14 eren apartaments. Dels 318 habitatges principals, 264 estaven ocupats pels seus propietaris, 46 estaven llogats i ocupats pels llogaters i 8 estaven cedits a títol gratuït; 3 tenien una cambra, 10 en tenien dues, 36 en tenien tres, 77 en tenien quatre i 192 en tenien cinc o més. 265 habitatges disposaven pel capbaix d'una plaça de pàrquing. A 132 habitatges hi havia un automòbil i a 159 n'hi havia dos o més.

### Piràmide de població
La piràmide de població per edats i sexe el 2009 era:
| Homes | Edats   | Dones |
| ----- | ------- | ----- |
| 0     | 95 o +  | 5     |
| 1     | 90 a 94 | 0     |
| 2     | 85 a 89 | 6     |
| 8     | 80 a 84 | 1     |
| 13    | 75 a 79 | 24    |
| 21    | 70 a 74 | 22    |
| 6     | 65 a 69 | 24    |
| 15    | 60 a 64 | 4     |
| 15    | 55 a 59 | 14    |
| 23    | 50 a 54 | 23    |
| 22    | 45 a 49 | 25    |
| 29    | 40 a 44 | 21    |
| 36    | 35 a 39 | 37    |
| 28    | 30 a 34 | 42    |
| 10    | 25 a 29 | 14    |
| 19    | 20 a 24 | 10    |
| 34    | 15 a 19 | 24    |
| 31    | 10 a 14 | 21    |
| 42    | 5 a 9   | 28    |
| 13    | 0 a 4   | 35    |

## Economia
El 2007 la població en edat de treballar era de 531 persones, 385 eren actives i 146 eren inactives. De les 385 persones actives 357 estaven ocupades (194 homes i 163 dones) i 28 estaven aturades (15 homes i 13 dones). De les 146 persones inactives 60 estaven jubilades, 52 estaven estudiant i 34 estaven classificades com a «altres inactius».

### Ingressos
El 2009 a Ussy hi havia 317 unitats fiscals que integraven 850,5 persones, la mediana anual d'ingressos fiscals per persona era de 16.030 €.

### Activitats econòmiques
Dels 29 establiments que hi havia el 2007, 1 era d'una empresa extractiva, 1 d'una empresa alimentària, 1 d'una empresa de fabricació d'altres productes industrials, 12 d'empreses de construcció, 4 d'empreses de comerç i reparació d'automòbils, 2 d'empreses de transport, 2 d'empreses d'hostatgeria i restauració, 3 d'empreses immobiliàries, 2 d'empreses de serveis i 1 d'una empresa classificada com a «altres activitats de serveis».
Dels 9 establiments de servei als particulars que hi havia el 2009, 1 era una oficina de correu, 1 taller de reparació d'automòbils i de material agrícola, 2 paletes, 1 guixaire pintor, 1 fusteria, 1 lampisteria, 1 electricista i 1 perruqueria.
Dels 3 establiments comercials que hi havia el 2009, 1 era una botiga de més de 120 m², 1 una botiga de menys de 120 m² i 1 una botiga de material de revestiment de parets i terra.
L'any 2000 a Ussy hi havia 26 explotacions agrícoles que ocupaven un total de 962 hectàrees.

## Equipaments sanitaris i escolars
El 2009 hi havia una escola elemental integrada dins d'un grup escolar amb les comunes properes formant una escola dispersa.

## Poblacions més properes
El següent diagrama mostra les poblacions més properes.